# Clayne Crawford
Clayne Crawford (Clay (Alabama), 20 april 1978) is een Amerikaans acteur, filmregisseur en filmproducent.

## Filmografie

### Films
Uitgezonderd korte films.
- 2023 You & I - als Joseph
- 2023 The King Tide - als Bobby
- 2023 Finestkind - als Pete Weeks
- 2023 The Channel - als Jamie
- 2023 Best Clowns - als Jorgè / rechter
- 2022 The Integrity of Joseph Chambers - als Joe
- 2020 The Killing of Two Lovers - als David
- 2018 Tinker' - als Grady Lee jr.
- 2017 Above Ground - als Thad
- 2016 While We Were – als Ben
- 2016 Warrior Road - als Charlie
- 2015 Convergence - als Ben
- 2015 A Fighting Season - als Mason
- 2013 N.Y.C. Underground - als Siman
- 2012 The Baytown Outlaws – als Brick Oodie
- 2011 Pox – als Julius
- 2010 All Signs of Death – als Chev
- 2010 Smokin' Aces 2: Assassins' Ball – als agent Baker
- 2010 Kingshighway – als Billy Jones
- 2010 The Perfect Host – als John Taylor
- 2009 The Donner Party – als William Eddy
- 2007 X's & O's – als Simon
- 2007 On the Doll – als Wes
- 2007 7-10 Split – als Mike
- 2007 Walk the Talk – als Reed
- 2007 The Barnes Brothers – als Jerry Barnes
- 2006 Feel – als Jeremy
- 2006 Unknown – als rechercheur Anderson
- 2006 False Prophets – als Wade Carpenter
- 2006 Wristcutters: A Love Story – als Jim
- 2006 Steel City – als Ben Lee
- 2005 The Great Raid – als PFC Aldrige
- 2004 A Love Song for Bobby Long – als Lee
- 2004 Trespassing – als Tyler
- 2002 Swimfan – als Josh
- 2002 A Walk to Remember – als Dean
- 2001 One Blood Planet – als Cady

### Televisieseries
Uitgezonderd eenmalige gastrollen.
- 2016-2018 Lethal Weapon - als Martin Riggs - 41 afl.
- 2013-2016 Rectify - als Red Talbot jr. - 30 afl.
- 2015 NCIS: New Orleans - als Cade Lambert / Cade LaSalle - 3 afl.
- 2014 Rogue - als Danny Chetowski - 5 afl.
- 2013 Graceland – als Donnie Banks – 2 afl.
- 2013 Rectify – als Ted Talbot jr. – 6 afl.
- 2012 Justified – als Lance – 3 afl.
- 2009-2012 Leverage – als Mr. Quinn – 2 afl.
- 2010-2011 The Glades – als Ray Cargill – 7 afl.
- 2010 24 – als Kevin Wade – 9 afl.
- 2008 Gemini Division – als Sampson – 2 afl.
- 2006 Jericho – als Mitchell Cafferty – 4 afl.
- 2001-2002 Roswell High – als Billy Darden – 2 afl.

### Filmregisseur
- 2018 Lethal Weapon - televisieserie - 1 afl.
- 2010 Darnell Dawkins: Mouth Guitar Legend – film
- 2010 Kingshighway – film
- 2007 The Barnes Brothers – film
- 2005 Trust – korte film

### Filmproducent
- 2023 You & I - film
- 2023 Drawn - korte film
- 2023 Best Clowns - film
- 2022 The Integrity of Joseph Chambers - film
- 2020 The Killing of Two Lovers - film
- 2018 Tinker' - film
- 2014 The Lachrymist – korte film
- 2010 Baby – korte film
- 2007 The Barnes Brothers – film

- Biblioteca Nacional de España: XX5183527
- Bibliothèque nationale de France: cb162118589 (data)
- Gemeinsame Normdatei: 106411699X
- International Standard Name Identifier: 0000 0001 1496 8256
- Library of Congress Control Number: no2010016821
- Virtual International Authority File: 107374811
- WorldCat: E39PBJqqqFkKXjWgCJQwwFrwmd